# Boro (mitología)
En la mitología griega Boro (en griego Βῶρος) era uno de los hijos de Perieres, rey eólida de Mesenia, pero no se cita a su madre. La Ilíada nos dice que se desposó con la bella Polidora, hija de Peleo: «la había desposado en público, dándole una inmensa dote». De esta unión nació nominalmente Menestio. No obstante, aunque Esperqueo había sido el verdadero padre de Menestio, Boro lo aceptó igualmente como hijo propio.